# 日德兰海战
日德兰海战（英語：Battle of Jutland），德国称斯卡格拉克海峡海战（德語：Skagerrakschlacht）是英国皇家海军（含澳大利亚皇家海军与皇家加拿大海军的舰只）与德意志帝国海军于1916年5月底在距离丹麦日德兰半岛西海岸约80英里（128公里）的北海海域爆发的一场海战。这是第一次世界大战中最大规模，以及史上參戰戰艦數量最龐大的海戰，也是这场战争中交战双方唯一一次全面出动的舰队主力决战。
德国計劃由弗朗茨·馮·希佩爾海軍中將率领以5艘戰鬥巡洋艦為主力的戰隊，引誘戴维·贝蒂海军中将率领以6艘戰列巡洋艦及4艘超無畏艦為主力的英國戰隊進入公海舰队所設的陷阱。但由於德國海軍密碼被英方破譯，英國本土艦隊同時出動，该计划破产。
德国的希佩爾海军中將与英国的贝蒂海军中将交鋒的結果以希佩爾海军中將所统帅的舰队轻松擊沉2艘英军戰鬥巡洋艦后主動撤離而結束第一回合戰斗。随后，德国舍尔海军上将与與希佩爾海军中將匯合後，英国贝蒂海军中将的四艘超无畏舰依靠较高的航速成功逃离並成功將公海舰队引向由英国杰利科海军上将指挥的英國本土舰队，雙方总计投入超過250艘軍艦在北海激戰至日落。占据数量优势的英國本土舰队希望在另一日早上繼續戰鬥，但德国公海舰队最後選擇避戰。
这场战役的结果比较特别：舍尔海军上将率领的德国公海舰队在舰队数量上处于弱势情况下，凭借德国训练精良的人员素质及德国海军在战术上和相较英军在同级别舰艇性能上的优势，最终以较少吨位的舰只的损失的代价击沉了更多吨位的英国海军舰只，取得了战术胜利；另一方面，尽管损失了大量舰艇，皇家海军本土艦隊舰艇数量仍在德军之上，并且掌控北海的大部分制海權，使得德國海軍在一戰餘下的日子無法再突襲英國東部海岸，突破北海封鎖的计划也以失敗告終，因此也可以说英國取得了戰略上的勝利。

## 背景

### 1916年的海战战术
此时的舰队通常是排成若干平行纵队前进，这一队形相对一字长蛇阵机动性更高。若干较短的纵队能比一字长蛇阵更快地转向，同时也能更快的将旗舰（通常位于中心纵队之首）的信号通过探照灯或旗语传递给整个舰队。而在一字长蛇阵中，位于纵队之首的旗舰上发出的信号往往因战舰排烟影响辨认信号而需要花10分钟甚至更多时间才能传递到纵队最后的舰船，每艘船都不得不重复向它后面的（或前面的）船发送自己所接收的消息。而由于很多消息必须讓每艘船确认收到才能付诸实施，因此浪费的时间可能会加倍。
实战中，舰队往往会在交火之前排成一路纵队来迎战敌舰。这就需要每个纵队领航的舰只引领其率领的舰艇左转或右转来排成合适的队形。由于交战双方的舰队都是以高速行进的，因此舰队指挥官们就需要派出侦察舰队（通常由战列巡洋舰和巡洋舰组成）来报告敌方的位置，速度，航向等信息，使得舰队能够尽早地排成最有利的队形来迎战敌舰。侦察舰队同时还要尽量避免对方的侦察舰队获得类似的信息。
最理想的情况，就是己方排成的纵队横在对方舰队的前进路线上，构成一个T字形（己方舰队位于T字一横的位置），使得己方军舰的前后主砲和一侧的所有舷砲都能瞄准对方開火，从而最大程度地集中火力，而对方只有纵队最前方的舰艇的前主砲能够予以还击。然而构成一个T字队形的计畫有很大一部分要取决运气：由于双方都以高速前进，很有可能因为时机掌握不好，导致己方从T字的一横成了一竖，被动挨打。

### 德国的计划

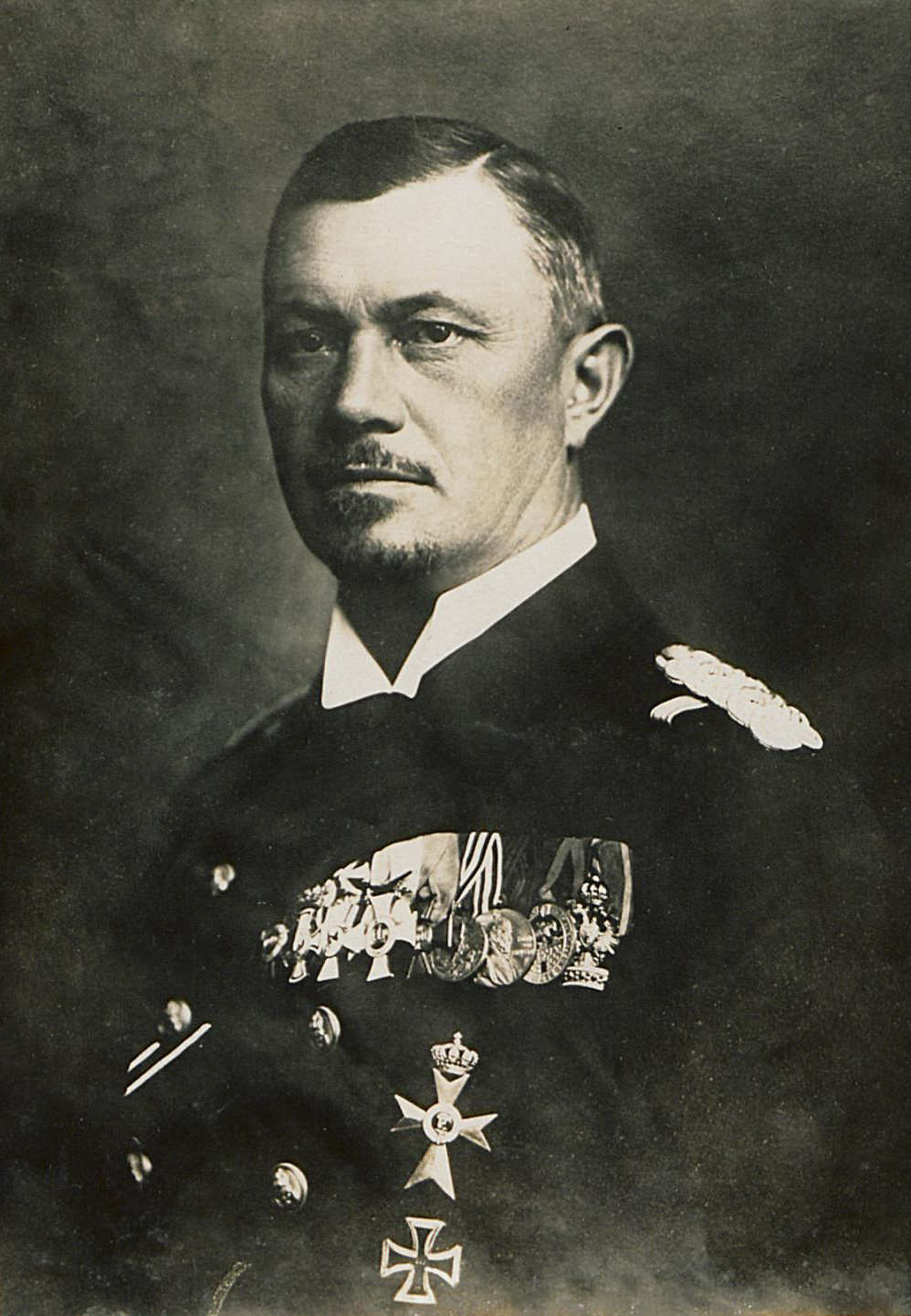
賴因哈德·舍爾，德國海軍艦隊指揮官。

1916年在德国海军司令胡戈·冯·波尔病倒后，继任的賴因哈德·舍爾海军上将的海军战略认为德国海军素質更高，不应再专守防卫： “通过在任何可能的时机，对担负监视和封锁德国海岸的英国海军力量的进攻性奇袭，同时对不列颠海岸的布雷和潜艇攻击，达到杀伤英国舰队的目的。当这类行动的成果累积到使双方海军实力相当的时刻，我方所有的力量要准备就绪并且集结，尝试寻找对敌不利的战机实施舰队决战。”同时舍尔还对潜艇的运用颇多微词：当时德国潜艇奉命对商船进行警告，给予它足够的时机让水手离船，这使得潜艇很容易遭受敌火攻击。舍尔认为应当将潜艇用在对敌人军舰的攻击上。舍尔的计划是就算潜艇不能毁伤英国主力舰，也可以拖住驱逐舰，而皇家海军攻击主义至上，必然不管正在反潜作业的驱逐舰继续前进，于是舍尔就能以己方舰队对付削弱後的英国舰队。1916年德国公海舰队只有18艘战列舰，而皇家海军本土舰队有33艘，加上在战争中，德国不能增加更多战列舰，所以德国公海舰队难以与皇家海军本土舰队进行大规模舰队决战。作为替代，他们计划零敲碎打：先以少数战列舰和巡洋舰袭击英国海岸，诱使部分英国舰队前出，再集中公海舰队主力聚歼，继而在决战中击败英国主力舰队。舍尔的计划看似无懈可击，但英军提前知晓了关于此次行动的情报——1914年8月俄国在芬兰湾口击沉德国“马格德堡号”轻巡洋舰，俄国潜水员在德舰残骸中意外发现一份德国海军的密码本和旗语手册。俄国将其提供给英国，使英国海军本部得以破译了德国海军的无线电密码。这让英国海军知道了德国的计划，从而提前做出了对应。

### 潜艇部署

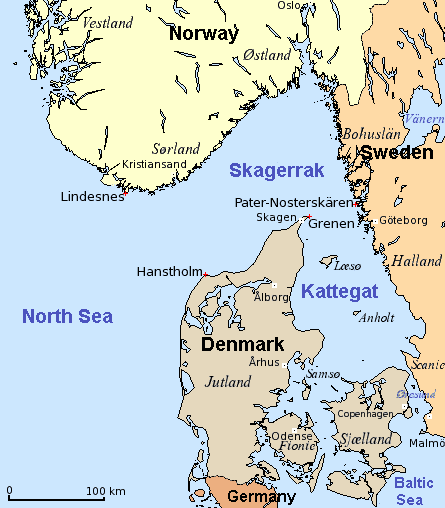
斯卡格拉克海峽的咽喉要地，通往波羅的海和北大西洋，日德蘭及挪威海域的戰略通道

舍尔海军上将制订了将潜艇部署到英国海军基地旁的计划。由于战列巡洋舰“塞德利茨号”受伤，到五月中旬才能修复，因此行动定在17日。但是五月时第三战列舰中队的战列舰出现了冷凝器问题，因而推迟到23日。共有U-24、U-32、U-43、U-44、UC-47、U-51、U-52、U-63、U-66和U-70十艘潜艇投入作战，它们17日到22日在北海中部巡逻，23日就位。U-43和U-44驻在彭特兰海峡——大洋舰队离开斯卡帕湾时的必经之地，其他的去彭特兰海峡等待贝蒂的战列巡洋舰队从其位于福斯湾内的罗塞斯的基地出发。每条潜艇受到指示要在避敌时仅仅在自己所属的区域内活动。北海的巡逻艇还奉命僅以南北方向运动，使发现它们的敌人以为它们是前去欧洲西海岸执行任务或返回。就位后，各潜艇必须尽全力避免被提前發現。德国海军约定了通知潜艇作战开始的暗号：“注意敌人海军可能全体出动”。
另外，UB-27于5月20日出动，任务是设法混进福斯湾。U-46则在泰恩-威爾郡桑德蘭外海执行巡逻，德国要在那里发动一次佯攻。但U-46发生了引擎故障，由U-47替换。5月13日U-72前往福斯湾布雷，23日U-74前往默里湾布雷，24日U-75前往奥克尼群岛布雷。UB-21和UB-22收到了在亨伯出现英国战舰的误报，前往亨伯巡逻。U-22、U-46、U-67驻在荷兰泰爾斯海靈島北方以提防驻在哈維奇的英国海军小股力量干扰。

## 战斗序列
|              | 英国皇家海军 | 德意志帝国海军 |
| ------------ | ------------ | -------------- |
| 无畏舰       | 28           | 16             |
| 前无畏舰     | 0            | 6              |
| 战列巡洋舰   | 9            | 5              |
| 装甲巡洋舰   | 8            | 0              |
| 轻巡洋舰     | 26           | 11             |
| 驱逐舰       | 79           | 61             |
| 水上飞机母舰 | 1            | 0              |

舍尔海军上将率领的德国公海舰队分成主队和侦察舰队，战列舰编队包括16艘无畏舰和6艘凑数的老旧的前无畏舰，他们拖在主队之后，并在战时成了累赘。此外有6艘轻巡洋舰和31艘驱逐舰伴随主队周围。德国的侦察舰队，由英国人的老对手弗朗茨·馮·希佩爾海軍中將指挥，包括5艘战列巡洋舰、5艘轻巡洋舰、30艘驱逐舰。德国虽没有与“恩加丁号”类似的航空母艦用于侦察，但拥有恐怖的海军飞艇监视北海。
杰利科的大舰队也同样分成两个部分。包括杰利科的旗舰在内的无畏舰队由24艘战列舰、3艘战列巡洋舰组成，战列舰平均分成三个分舰队，每个分舰队又划分为4艘一组的战列舰中队并有自己的指挥官。与战列舰队相伴的巡洋舰队，包括8艘老式的装甲巡洋舰、8艘轻巡洋舰、4艘驱逐领舰、51艘驱逐舰，及一艘布雷舰。大舰队的这次出航不包括三艘战列舰：铁公爵级战列舰四号舰“印度皇帝号”在因弗戈登整修，伊丽莎白女王级战列舰一号舰“伊丽莎白女王号”在罗塞斯修船厂的船坞，而无畏号战列舰在普利茅斯德文港整修。全新的复仇级战列舰三号舰“君权号”也因服役仅三週，缺乏实际战斗力而留下。
大舰队的侦察由戴维·贝蒂海军中将指挥的战列巡洋舰分舰队负责，包括本队的6艘战列巡洋舰、第13小舰队的14艘轻巡洋舰和27艘驱逐舰，此外第5战列舰中队4艘崭新的伊丽莎白女王级战列舰可以随时增援。此外大舰队还拥有空中侦察能力，水上飞机母舰“恩加丁号”成為历史上首艘参与海军行动的“航空母艦”。
英國皇家海军拥有远超过对手的舰砲总数（272：200），并且德国舰砲口径普遍偏小，舷侧齐射火力差距更大（396,700磅：189,985磅），但德舰炮弹性能更好，且很多战列舰和战列巡洋舰都携带了鱼雷，轻型舰艇更是如此；这对后来的战斗进程产生了深远影响。
德国战列舰队的速度被古旧的前无畏舰拖慢至18节；杰里科的无畏舰队平均则可达21节，且数量占优，但随行的19世纪装甲巡洋舰无论速度还是装甲都已相当落后。这些老旧舰艇在战斗中都遭到对方现代化舰艇的严重打击。

## 戰鬥經過
5月31日，擔任誘餌任務的德國公海艦隊第一、二偵察群在希佩尔海军中將的率領下駛離威廉港，陣中包含5艘战列巡洋艦、5艘巡洋艦、33艘驅逐艦及魚雷艇。不久，舍尔海军上将率領包含22艘戰列艦、6艘巡洋艦與39艘驅逐艦的公海艦隊主力出海備戰。但英國早已獲知德國的計畫，司令官傑利科海军上將率大艦隊主力於5月30日晚間出擊，另一支由貝蒂海军中將率領的第一、二戰列洋艦戰隊從另一處出發。英國總計出動戰列艦28艘，戰列巡洋艦9艘、裝甲巡洋艦、輕巡洋艦、防護巡洋艦34艘，驅逐艦79艘，水上機母艦1艘。
5月31日14时15分，在贝蒂的战列巡洋舰队担任侦查任务的第一轻巡洋艦分队發現一艘丹麥籍蒸汽船經過，欲上前查看，两艘德国驱逐舰B109号和B110号也碰巧前来执行同样的任务。14时20分，英舰向贝蒂报告在西南方向发現敌舰。14时28分，英国轻巡洋舰“加拉泰亞號”與“月神号”率先向德国鱼雷艇开火。德国鱼雷艇立即撤往正在全速赶来的德国轻巡洋舰後方。14时36分，海军少将弗里德里希·伯狄克麾下的德国第二侦查舰队的轻巡洋艦“艾爾秉號”在其舰炮极限射程上命中“加拉泰亞號”，日德兰海战正式爆发。

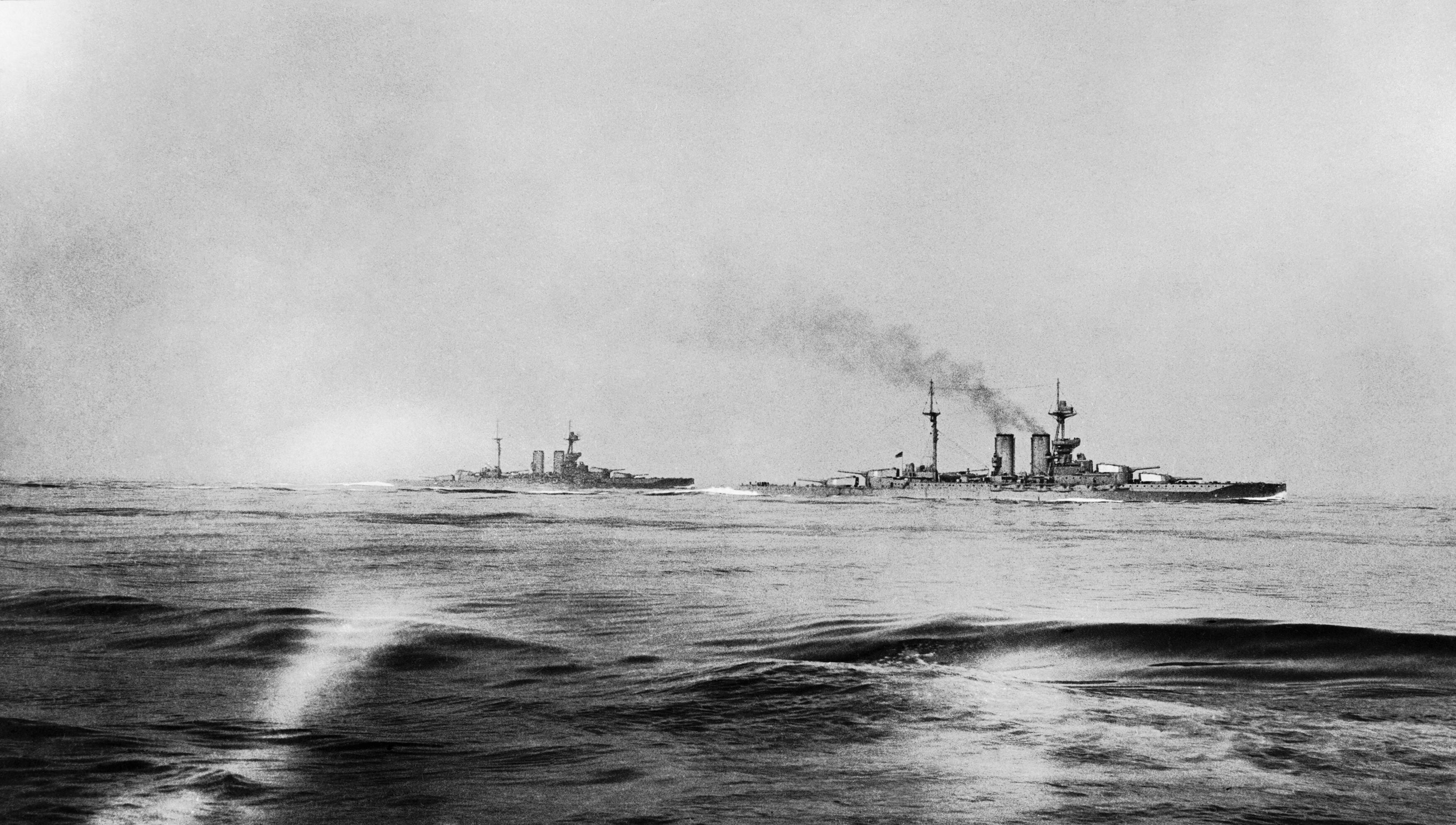
英軍厭戰號戰艦與馬來亞號戰艦，於14时左右攝自英軍英勇號戰艦方向。

14时32分，贝蒂下令战列巡洋舰队先转向西南方向再向东航行，切断德国舰队的退路；同时还命令“恩加丁号”放飞一架水上飞机弄清德国舰队的规模和位置。这是海战史上第一次舰载机执行侦查任务。接近15时30分，这架飞机定位并报告了数艘德国轻巡洋舰，但或许因为遭到防空炮火袭击，情报传输失败。更要命的是，贝蒂的战列巡洋舰队转向后，处于纵队末尾，负责用探照灯向海军少將休伊·埃文-湯瑪斯率領的第五战列舰分队发送灯语指令的虎号战列巡洋舰一下子偏离了原来的位置，从距离第五战列舰分队最近的军舰变成最远，导致其无法再传递指令；此外，第五战列舰分队平常都随傑利科海军上將的大舰队行动，不熟悉贝蒂要求各舰主动追随旗舰的指挥风格，导致第五战列舰分队在贝蒂舰队转向后，仍保持原来的航向；加之贝蒂全速航行，战列巡洋舰速度又在战列舰之上，两支舰队之间的距离一下子拉大到16公里。这样一来，在军舰数量和炮火上具有压倒性优势的英軍，在接下来的前半个小时海战中处于劣势。

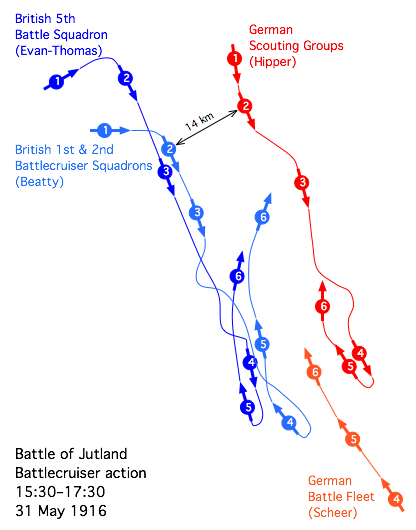
日德蘭海戰期間英德雙方戰鬥巡洋艦的行動路線（紅色：德軍偵察集群，由弗朗茨·希佩尔上將指揮；橘色：德軍戰鬥艦隊，由賴因哈德·舍爾上將指揮；淺藍色：英軍第1與第2戰鬥巡洋分艦隊，由戴维·贝蒂爵士指揮；深藍色：英軍第5戰鬥分艦隊，由休伊·埃文-湯瑪斯少將指揮）。
（1）15時22分，希佩爾上將發現貝蒂中將所指揮的艦隊。
（2）15時48分，希佩爾上將的艦隊首先開火。
（3）16時至16時05分，英軍不倦號戰鬥巡洋艦遭擊中後爆炸沉沒，僅兩人生還。
（4）16時25分，英軍瑪莉皇后號號戰鬥巡洋艦爆炸沉沒，九人生還。
（5）16時45分，貝蒂中將的戰鬥巡洋艦脫離希佩爾上將艦隊的射程。
（6）16時54分，休伊·埃文-湯瑪斯少將北轉，趨於貝蒂中將艦隊後方。

由于能见度优势，15时22分，希佩尔的战列巡洋舰队在24公里的距离上率先发现英国舰队；而英国舰队直到15时30分才发现对方。15时45分，希佩尔命令舰队转向东南，以将贝蒂的舰队引向舍尔率领的德国公海舰队主力（此时位于东南方向46英里处）。虽然在战舰数量上和舰炮射程上占优，贝蒂在德舰进入火炮射程十多分钟后仍一炮未发，也未能利用这段时间将各舰排成战斗队形，致使战斗爆发时英舰还在迂回占位，使他在战后饱受诟病。15时48分，英德两支舰队在14000米的距离上接近于平行，此时英舰位于德舰西南方向（即德舰的右手边）。德舰率先开火，英舰随即还击，英德战列巡洋舰之间爆发了第一轮交锋。此时是希佩尔率舰队向东南航行，试图将英舰引向公海舰队主力，而贝蒂率英国舰队在后方追赶，後世軍史學家称这一阶段的交战为“南向追逐战”（Run to the South）。
貝蒂陣中有6艘戰鬥巡洋艦，希佩尔有5艘。舰炮口徑上英艦以305毫米、343毫米對比德艦的283毫米、305毫米略佔上風。然而德舰处于背光面导致英舰视野普遍不佳，难以定位目标，在战斗爆发的最初几分钟内，狮级战列巡洋舰二号舰“长公主号”之外的各艘英舰均错估了德舰的距离，导致炮弹落在德舰后方很远的海中。此外，除贝蒂的旗舰狮级战列巡洋舰一号舰“狮号”與“长公主号”之外，其他各舰都还未抵达战斗位置，导致舰炮无法有效瞄准。再者，贝蒂的舰队此时处在下风向，各舰烟囱和炮口发射后冒出的浓烟使得瞄准更加困难，处于上风向的希佩尔舰队则没有这个问题。最后，由于旗语不畅以及烟雾的影响，贝蒂之前部署的一舰对一舰的接敌战术也未能实现，“瑪莉皇后號”和“虎号”都瞄准了毛奇级战列巡洋舰一号舰“毛奇号”，使得德弗林格尔级战列巡洋舰一号舰“德弗林格尔号”得以趁隙開火。遭两舰合击的“毛奇号”則以精准的炮火還擊，开战仅12分钟就命中“虎号”9发炮弹。精准的舰炮射术和出色的能见度帮助德国人很快就击中了半数英舰，而英国人开火七分钟竟无一命中。
以上这些不利因素，加之英式戰列巡洋艦薄弱的装甲防护使得英舰很快陷入绝境，“狮号”、不倦级战列巡洋舰一号舰“不倦號”、“玛丽皇后号”相继遭德军舰炮火力擊穿炮塔裝甲。贝蒂的旗舰“狮号”对位的是希佩尔的旗舰德弗林格尔级战列巡洋舰二号舰“吕佐号”，该舰炮火精准，开火仅三分钟内即有两发炮弹命中“狮号”。尽管“狮号”很快还以颜色，命中“吕佐号”一发炮弹，但是后者于16时左右在约15100米距离上以一发305毫米舰炮炮弹准确命中“狮号”的Q号炮塔。炮弹从9英寸厚的炮塔正面装甲和3.5英寸厚的炮塔顶部装甲之间的结合部钻入，将炮塔从里面整个炸开，炮塔内七十多人非死即伤，幸得炮塔指挥官法兰西斯·哈维少校在身负致命伤的情况下及时下令关闭弹药库舱门并向弹药库注水；尽管英舰水手全力灭火，16时28分，余火引发的闪燃蔓延到位于炮塔底部的弹药库，引爆了炮塔工作间内的八发炮弹药筒（内装线状无烟火药Cordite，作为炮弹推进剂，每次舰炮发射需要四发），强烈的爆炸产生的火焰窜升到与桅杆相当的高度，弹药库和炮弹间内的水手绝大部分阵亡，弹药库舱门也在巨大的气压下严重变形，若非弹药库已经注水，该舰恐难逃灭顶之灾。“不倦號”和“玛丽皇后号”就没有那么幸运了：16时02分，开战仅14分钟，德舰冯·德·坦恩号先以三发283毫米炮弹命中“不倦號”舰尾，引发X号炮塔弹药库殉爆，紧接着在极限射程上再以一发283毫米炮弹准确命中“不倦號”舰首A号炮塔（炮弹很可能是穿透了炮塔顶部装甲并引爆了炮塔底部的弹药库），该舰迅速向右翻转并在30秒内沉没，全舰仅两人幸存；16时25分，之前连续命中德舰塞德利茨号的“玛丽皇后号”亦遭受相同的厄运，在遭到德舰塞德利茨号和“德弗林格尔号”的交叉火力打击后，两座前炮塔底部的弹药库全部引爆，整舰在前桅杆附近炸成两截。第一次爆炸后该舰还能勉强浮在水面上，但随即而来的第二次爆炸（靠近舰尾，可能是散落的炮弹殉爆）驚天動地，爆炸产生的蘑菇云高达800英尺，大量碎片甚至飞溅到位于该舰后方的虎号战列巡洋舰，迫使其左转规避。“玛丽皇后号”舰员仅9人（也有资料称20人）幸存。贝蒂海军中将在其旗舰“狮号”上恰好目睹了这一幕。这位皇家海军自纳尔逊以来最年轻的将官（英国王室成员除外；贝蒂1910年1月1日晋升海军少将时仅39岁）向其身旁的“狮号”舰长查特菲尔德恩爾·查特菲爾德说了句后来广为传播的名言：“今天我们这些该死的船好像有点毛病。”（There seems to be something wrong with our bloody ships today）。
在两艘英国战列巡洋舰相继沉没之间的这段时间，休伊·埃文-湯瑪斯海军少將率領的第五战列舰分队终于追了上来，装备有8门380毫米毫米主砲的这四艘伊丽莎白女王级战列舰“厭戰號”、“英勇號”、“巴勒姆号”、“馬來亞號”是當時世界最強大的戰鬥艦，称为“超无畏舰”。16时08分，最先赶到的“巴勒姆号”在极限射程上向冯·德·坦恩号开火，不到一分钟即命中一发380毫米炮弹；16时15分，全部四艘英国战列舰加入战局。

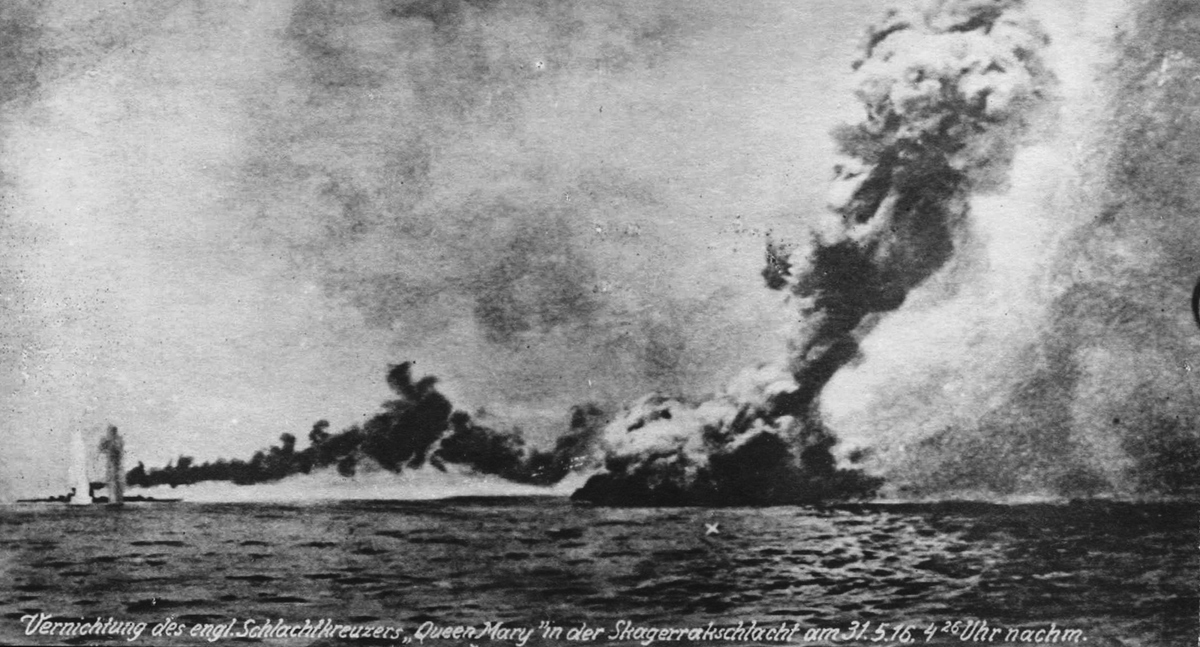
遭擊中後爆炸燃燒中的瑪麗皇后號。

从15时48分到16时54分，德舰共命中英舰42发283毫米和305毫米炮弹（其中“狮号”9发、“长公主号”6发、“玛丽皇后号”7发，“虎号” 14发、“新西兰号”1发、“不倦号”5发、“巴勒姆号”2发）；英舰命中德舰11发343毫米炮弹（其中“吕佐号”4发、“塞德利茨号”4发、“毛奇号”2发，“冯·德·坦恩号”1发），外加6发380毫米炮弹（其中“塞德利茨号”1发、“毛奇号”4发，“冯·德·坦恩号”1发）。但相比英舰，德国战列巡洋舰优秀的裝甲防护及正常的弹药库管理使得各艦雖有负伤，卻無一沉沒。
16时30分，舍尔海军上将率领的德国公海舰队主力发现了交战中的战列巡洋舰；随即威廉·古德诺准将率领的英国第二轻巡洋舰分队的“南安普敦号”轻巡洋舰也发现了德国主力舰群。“南安普敦号”一边躲避大口径舰炮的齐射火力，一边向贝蒂报告了德舰群的规模：16艘无畏舰和6艘较为老旧的战列舰，这是貝蒂和正率大艦隊主力趕來支援的傑利科首次获悉舍尔的公海舰队主力已经出动。与此同时，双方驱逐舰正相互缠斗，用鱼雷攻击对方的战列巡洋舰，但仅“塞德利茨号”于16时57分遭英国驱逐舰“爆破號”发射的一枚鱼雷命中舰首。
在傑利科率领的大舰队主力战列舰群前方组成屏障的是英国巡洋舰群，羅伯特·阿巴思诺特海军少将率领的第一巡洋舰分队处于右翼。处在队列最前方的米诺陶级装甲巡洋舰三号舰“防禦號”和勇士级装甲巡洋舰一号舰“勇士号”于17时47分发现了德国第二侦查舰队并立即开火，由于炮弹打不到敌舰，两艘英国巡洋舰随即左转接近德舰。不久之后，两舰发现了身负重伤的德国轻巡洋舰“威斯巴登号”并准备接敌。18时05分，就在英舰距离德舰约5000米的时候，不到7300米外的德国战列巡洋舰“德弗林格尔号”和舍尔麾下的四艘战列舰也发现了英舰，并连续齐射命中阿巴思诺特海军少将的旗舰“防御号”。炮弹引爆了舰尾储存9.2英寸炮弹的弹药库，产生的火焰又蔓延到附近储存7.5英寸炮弹的弹药库并再次引发爆炸。18时20分该舰爆炸沉没，阿巴思诺特海军少将在内的全舰舰员阵亡。“勇士号”则至少有28发283毫米和6发150毫米炮弹命中，次日早上8时25分舰长下令弃船，该舰随即沉没。次日凌晨2时许，“威斯巴登号”沉没，全舰仅一人幸存（由一艘路过的挪威蒸汽船救起）。

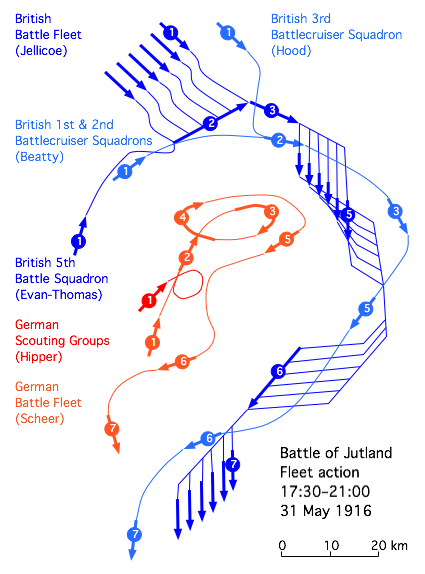
日德蘭海戰期間英德雙方主力艦隊的行動路線（紅色：德軍偵察集群，由弗朗茨·希佩尔上將指揮；橘色：德軍戰鬥艦隊，由賴因哈德·舍爾上將指揮；淺藍色：由戴维·贝蒂爵士指揮之英軍第1與第2戰鬥巡洋分艦隊與由赫拉斯·胡德少將指揮之第3戰鬥巡洋分艦隊，兩者稍後合為一線；深藍色為英軍第5戰鬥分艦隊，由休伊·埃文-湯瑪斯少將指揮）：
（1）18時，雙方偵察集群分別返回所屬艦隊之位置。
（2）18時15分，英軍艦隊進入戰列線排序。
（3）18時30分，遭集火的德軍艦隊轉向迴避。
（4）19時，德軍艦隊調頭返回戰鬥。
（5）19時15分，德軍艦隊再次轉向迴避。
（6）20時
（7）21時，夜幕降臨，傑利科爵士下令艦隊採取夜間巡航編隊。

17時56分，傑利科坐鎮的大艦隊旗艦铁公爵级战列舰一号舰“铁公爵号”已目視到貝蒂的旗艦，18时15分，貝蒂報告德艦位於南南西方，傑利科即刻下令大艦隊變陣，24艘战列艦由6列4舰纵队变阵为單縱陣成功橫跨公海艦隊的T字頭。18时17分，大艦隊與公海艦隊正式交鋒，史上最大的战列舰會戰正式開打，此時陣中兩軍有46艘战列舰彼此交火，算上仍在此處的雙方战列巡洋艦隊則共有62艘無畏艦，總噸位超100萬噸，規模不但空前，且將絕後。
雙方開火不久後舍尔上将意識到英國大艦隊數量、射程、火力、陣位都佔上風，若繼續交戰，公海艦隊恐将全军覆没，因此短暫交火20分鐘後，公海艦隊於18时35分掉頭，开始逃離戰場，由战列巡洋艦殿後。此時大艦隊的前鋒，赫拉斯·胡德海军少将指揮的第三战列巡洋艦分隊緊追轉向中的希佩尔指挥的战列巡洋艦隊，雙方爆發激戰，胡德的旗艦无敌级战列巡洋舰一号舰“无敌号”遭德舰“吕佐号”“德弗林格尔号”合击，最后该舰中央砲塔遭砲彈貫穿，引爆炮塔下方的弹药庫，整条军舰炸成两截，迅速沉沒，胡德阵亡，之後大艦隊暫時追丟了公海艦隊。另一方面“无敌号”的回击炮火也致“吕佐号”严重损毁，德国水兵全力抢修仍无济于事。次日凌晨，该舰身中24发大口径炮弹，进水达8000吨，舰首严重下沉、螺旋桨露出水面、无法继续航行，由德军G38号大型鱼雷艇发射两枚鱼雷自沉。希佩尔麾下的另一艘主力舰“德弗林格尔号”身中17发大口径炮弹、9发副炮炮弹，157人阵亡、24人负伤（為双方未沉没军舰中伤亡最高者），仍成功驶回母港，战后英国人给了它“铁狗”（Iron Dog）的称谓。
傑利科下令大艦隊轉向南南東方，堵住公海艦隊返回基地的路，19时08分，公海艦隊再次掉入大艦隊的陷阱，讓大艦隊成功跨越T字頭，發現情形不妙的舍尔於19时18分再度撤退，並命令戰鬥巡洋艦隊以及驅逐艦隊掩護公海艦隊脫離危險。20时20分前後，英德双方的戰列巡洋艦隊最後一次交火，之後雙方雖有短暫接觸，但戰列艦群沒有機會再交峰。隨後公海艦隊成功穿過大艦隊的防禦，於次日凌晨5时前後通過丹麥沿海，天亮時返回基地，日德蘭海戰結束。
双方都付出了巨大的人员伤亡，英国本土舰队损失十四艘舰艇，而德国公海舰队损失十一艘，且英国本土舰队吨位损失多于德国公海舰队。但战斗结束后，六月二日18时的统计显示本土舰队仍有27艘包括战列舰和战列巡洋舰的主力舰随时可以投入战斗，公海舰队同时只有10艘主力舰随时可以投入应对，因此公海舰队并未打破本土舰队在北海的数量优势。

### 英方檢討
英國海軍部官方檢討了艦隊在此次作戰中的表現，並總結出了兩個主要問題：
1. 英國穿甲彈质量很差，即使是攻击可以击穿的装甲，炮弹也会過早於裝甲外爆炸，而非穿透後於艦內爆炸。故此，部分德軍船艦即使僅有200毫米厚的薄裝甲，也能轻松抵御英军380毫米砲彈的攻击。
2. 英國各艦之間，以及與總指揮之間的通訊非常不良。在海戰中大部分的時間，即使已有英方船艦與其接觸，傑利科仍無法掌握德艦的位置。於英方自己的戰鬥計畫來說，實戰中各艦都無法良好回報敵人位置。有些最重要的信息僅僅透過旗語傳遞，而不以無線或其他備援方式確保溝通可靠。旗語溝通飽受質疑，因為戰場上的煙霧常成為一大阻礙。而這也成為二戰中專業軍官排拒使用新科技獲取戰場優勢，以至在非常相似之處失敗的一個預兆。

### 戰列巡洋艦的損失

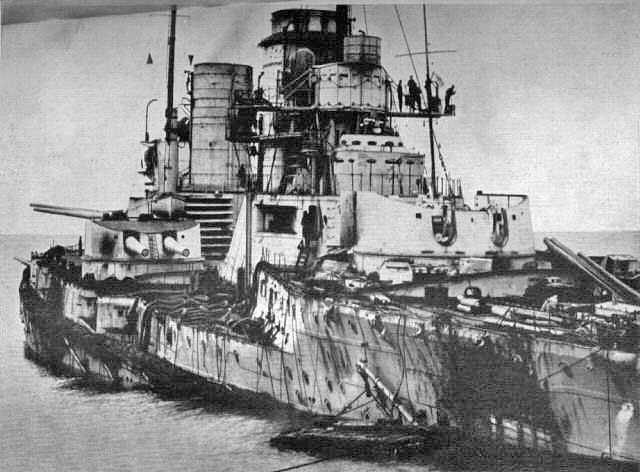
德軍塞德利茨號戰鬥巡洋艦在日德蘭海戰中嚴重受損，總計遭21發主炮口徑炮彈、數發副炮口徑炮彈、一枚魚雷擊中，共98人陣亡，55人負傷。

不同于德軍，英軍戰列巡洋艦的設計旨在單程追逐與摧毀敵方巡洋艦之用，装甲防护远不如德军的同等舰艇。无法用來充當艦列中的對敵攻擊單位。并且，德方與英方虽然各自有一艘和三艘戰列巡洋艦沉沒，但德方卻沒有一艘是因為敵人砲彈直接擊穿船體並引爆彈藥庫所致。英艦都是由於砲塔頂被貫穿，導致瞬間大火燒透彈藥室殉爆而沉沒。德方「吕佐號」遭24發重型砲弹擊中，因為嚴重進水、無法航行，船員最終棄艦。「德弗林格爾號」與塞德利茨號戰列巡洋艦則分別承受了17發和21發大口徑砲彈，兩艦喪失基本戰鬥能力，卻仍能安全回港。

### 砲彈表現
德國穿甲彈的性能遠优于英國穿甲弹——後者常常无法击穿重裝甲，即使击穿也无法造成伤害。该问题在砲彈以某些特殊角度擊中時特別突出，在遠距離攻擊时更加重要。并且，德國早在1902年就已使用TNT裝藥砲彈，而英國仍使用苦味酸合成物（Lyddite）砲彈。後者常因為撞擊時的振動而比引信更早起爆，無法有效穿透裝甲；TNT则可延後至砲彈已經穿入且引信作用完畢後才起爆，可以攻擊裝甲後的薄弱區域。
傑利科於1908－1910年間任第三海軍大臣时已知悉相關砲彈表現不良的问题，並下令開始新砲彈的設計作業。然而，這工作在他之後並沒有持續下去，並且新的砲彈也沒有經過完整測試。在戰鬥後一位瑞典海軍軍官於獅號的歡迎派對上，貝蒂很快發現了這個問題。對方曾經拜訪過柏林，在那裡德國海軍曾嘲笑英國砲彈無力對抗德军舰艇的重裝甲。此問題於1915年多格滩海戰後也一度得到重視，但英军沒有採取任何實際的行動。希佩爾後來評論道：「僅僅是因為他們砲彈裝藥的糟糕品質才從災難中拯救了我們」。
德雷尔於該次戰鬥後，根據他指揮的英國旗艦鐵公爵號的情况寫到：若使用後來才引入的高效砲彈，猜测或许可以擊沉德國六艘主力艦。这是基於戰鬥中實際確認的炮弹擊中數來推斷。另外根據持續使用至1944年的砲彈測試系統规定，如果一批砲彈中70%有问题，还有一半可能下发。事實上，无法通过这一宽松标准的炮弹仍然有可能下发给海军。后来英國軍需處分析指出，30－70%的砲彈無法通過英國海軍部標準的穿甲測試。
海軍部持續成為抵制更換砲彈的阻力來源。一直等到杰利科於1916年12月成為第一海軍大臣前，都沒有採取任何針對此問題的行動。作為最初的回應，現存砲彈中狀況最不良的一批於1917年退下並更換了備用品。而新砲彈則是等到1918年4月才脫離設計階段，但也從未在戰鬥中使用。

## 影响
此次戰役是第一次世界大戰最大規模海戰。德國的損失，不論是人員或是戰艦都遠遠少於英國，因此戰術上德國勝利；另一方面，英军仍然占有数量优势，德國依旧無法突破協約國在北海的封鎖，戰略上英國勝利。德國最后一次主动突破协约国在北海对德国封锁的努力宣告失败。自此德國在第一次世界大戰中不再以海軍與協約國正面交鋒，而是采用以潛艇攻击艦艇和破坏敌军补给线的方式，其後發展至無限制潛艇戰。